# Comme un poisson dans l'air
Pour plus de détails, voir Fiche technique et Distribution.
Comme un poisson dans l’air est un film documentaire réalisé par la chanteuse Camille, sorti en 2021. Il s'agit de la première réalisation de la chanteuse.

## Synopsis
Camille filme durant sa seconde grossesse et aborde la question du son durant cette période. Elle pose également la question de la tradition et de la filiation qui se nouent autour de la voix et du chant.
Le film, comme le travail de Camille dans son ensemble, tourne autour des questions du corps et de la nature.

## Fiche technique
Sauf indication contraire, les informations mentionnées dans cette section peuvent être confirmées par les bases de données cinématographiques  présentes dans la section « Liens externes ».
- Titre original : Comme un poisson dans l’air
- Réalisation et scénario : Camille
- Musique : Camille, Clément Ducol, Hervé Dalmais
- Photographie : Thomas Bremond, Ammar Arhab, Javier Ruiz, Laurent Fénart, Xavier Serra
- Son : Renaud Duguet, Rémi Daru, Zachari Naciri, Pierre Bompy, Clément Alix
- Montage image : Julie Pelat
- Montage son : Renaud Duguet
- Mixage : Renaud Duguet
- Production déléguée : Laurent Duret
- Sociétés de production : Bachibouzouk, en coproduction avec Balulalo et Les Films d’Ici
- Pays de production :   France
- Langues originales : français et anglais
- Genre : documentaire
- Durée : 72 minutes
- Date de sortie : 30 juin 2021 (sur Internet)

## Distribution
Sauf indication contraire, les informations mentionnées dans cette section peuvent être confirmées par les bases de données cinématographiques  présentes dans la section « Liens externes ».
Personnes apparaissant dans le film, à des degrés divers, dans leur propre rôle :
- Camille
- Clément Ducol
- Lila Ducol
- Marius Ducol
- Reggie Watts
- Elsa Wolliaston
- Jean-Yves Colson
- Sophie Calle
- Emily Loizeau
- Docteur Dubois Gance
- Paloma Chaumette
- Simon Dalmais
- Nathan Amara
- Delphine Biard
- Laeticia Vilepellet
- Béatrice Villemant
- Rémy Derra
- Adélaïde Dupré de Pomarede
- Louise Tassin
- Junko Bailleul
- Myriam Hadjazi
- Noémie de Lapparent
- Sonia Vu
- Pascal Ribier
- Cécile Montarou
- Sylvie Cymen
- Jeanne Cherhal
- Melissandre Letty
- Maxime Duhesme
- DJ Thy
- Christelle Lassort
- Gisela Razanajatovo
- Inès Mezel
- Nora Boyer
- Violaine Bartélémy